# عبد الله العامري
عبد الله العامري أو عبد الله بن محمد (المنصور) بن أبي عامر. ابن المنصور من جارية له.
كان المنصور يُقدم عبد الملك (أخ عبد الله غير الشقيق) عليه، بل فكّر في أن يوليه الحجابة من بعده (تسيير أمور الدولة باسم الخليفة الأموي هشام المؤيد بالله)، وسبّب ذلك نقمة عبد الله على أبيه لاعتقاده بأنه أحق بها، فارتحل إلى سرقسطة فاستقبله أميرها عبد الرحمن التجيبي، واتفق الاثنان على التآمر ضد المنصور واقتسام الأدنلس فيما بينهما، حيث يتولى عبد الله قرطبة وما يليها، ويتولى عبد الرحمن الثغر، وأحوازه (المناطق القريبة من الممالك المسيحية)، واتسعت المؤامرة بانضمام عدد من رجال الدولة منهم عبد الله بن عبد العزيز المرواني حاكم طليطلة، لكن المنصور كشف المؤامرة ، وقتل عبد الرحمن التجيبي.
استمال المنصور ابنه عبد الله، فاستدعاه، وضمّه إلى جنده، وغزا معاه ممالك الشمال الإسبانية، لكن عبد الله هرب إلى أحد ملوكها (غارسية فرناندو ملك قشتالة، وقيل برمود الثاني ملك ليون)، وحاول غارسيه الامتناع عن تسليمه، لكن قوة المنصور أجبرته على تسليم عبد الله، فكان أن قُتل على يد فرسان أبيه في 14 جمادى الآخرة 380 هـ (سبتمبر 990م)، وحملوا رأسه إليه، وكان عمره ثلاثاً وعشرون سنة.
الجدير بالذكر أن سبب عدم تقديم المنصور لابنه عبد الله على أخوته هو شكه في أبوته له، ذلك أن أمه لم تكن قد استبرأت تماماً حين دخل بها المنصور (أي لم يتم التأكد من أنها غير حامل من سيدها الأول).

## تمثيل شخصيته
أدى دوره الممثل مصطفى الخاني في مسلسل ربيع قرطبة.